# Střední škola stavební Třebíč
Střední škola stavební Třebíč je střední škola v Třebíči. Škola nabízí středoškolské vzdělání v oboru stavebnictví ve formě čtyřletých studijních a tříletých učebních oborů. Škola v současnosti nabízí taktéž studium nástavbové.

## Historie
Do roku 2004 škola sídlila na Václavském náměstí v budově Dvanáctiletky a ZŠ Václavské náměstí. Nyní sídlí v budově na Kubišově ulici čp. 1214/9, kde dříve působila ZŠ Kubišova, která byla sloučena s ZŠ Václavské náměstí a pod novým názvem ZŠ Horka-Domky přesunuta do budovy na Václavském náměstí. Od 1. října 2016 byl ředitelem školy jmenován Jiří Kurka. V roce 2018 bude rekonstruována jídelna a technické zázemí školy, kdy investorem bude Kraj Vysočina.

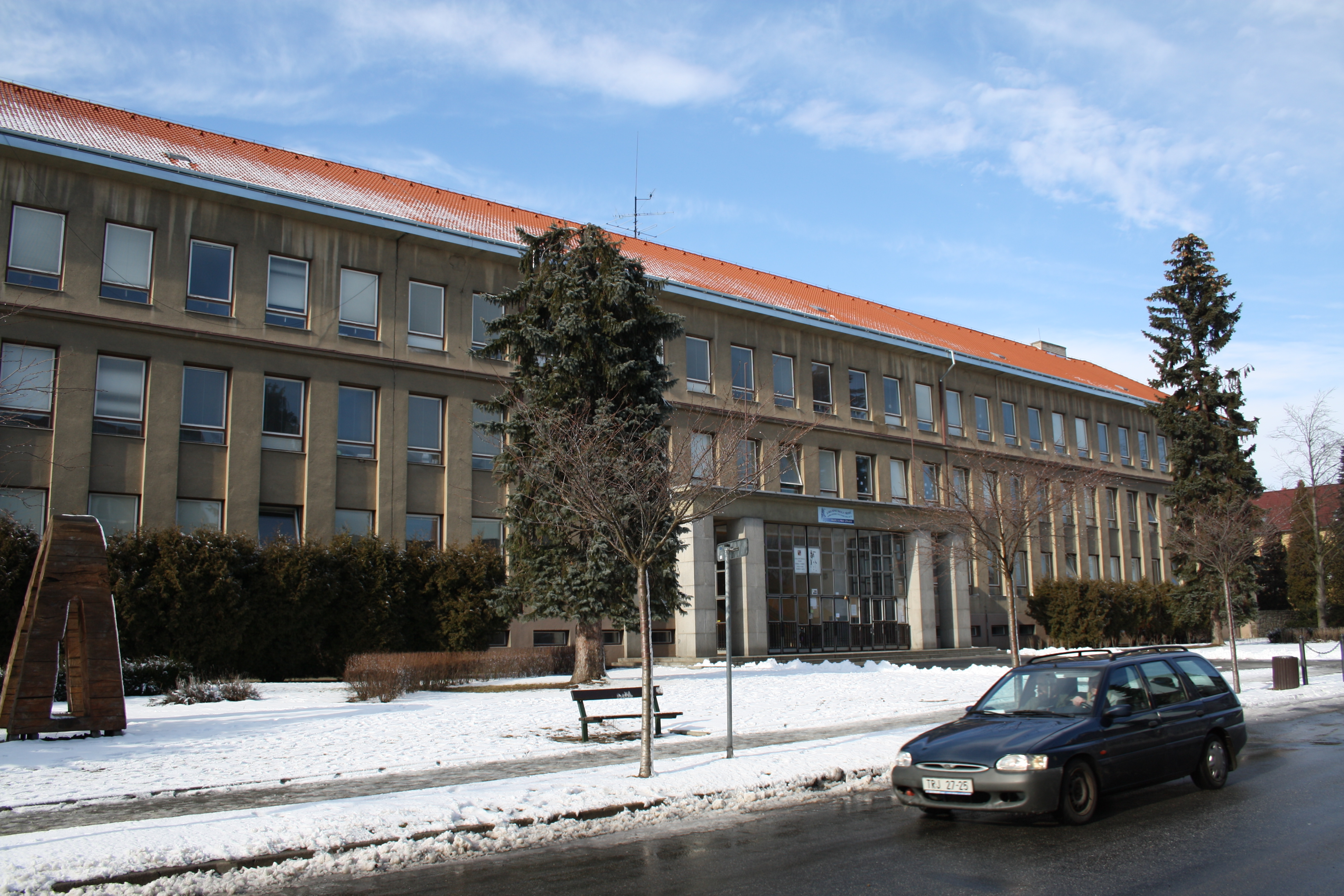
Budova ZŠ Václavské náměstí, do roku 2004 sídlo SPŠ stavební.

## Vyučované předměty
Na Střední škole stavební v Třebíči je kromě předmětů všeobecného zaměření kladen důraz zejména na výuku předmětů odborných, tedy souvisejících s oborem a problematikou stavebnictví a oborů úzce souvisejících. Těmito předměty jsou například Dějiny architektury, Deskriptivní geometrie, Pozemní stavitelství, Stavební mechanika, Stavební materiály, Geodézie, Stavební provoz a jiné.

## Aktivity školy
Žáci školy se pravidelně zúčastňují odborných soutěží v oboru stavebnictví zaměřených na projektování, rozpočtování a řešení úkolů spojených s problematikou současného stavebnictví. Mezi tyto soutěže patří například akce s názvem Stavba Vysočiny, Středoškolská odborná činnost (SOČ) nebo Rozpočtujeme s Callidou.
V roce 2025 škola pořídila pro výuku moderní rypadlonakladač Venieri VF 1.33C.

## Projekty
V současnosti je Střední škola stavební v Třebíči zapojena do následujících projektů
- Spolupráce s partnery – základ kvalitní odborné výuky (příjemce dotace)
- Odborné filmy jako prostředek jazykové výuky (partner)
- Revitalizace školní zahrady I (příjemce dotace)
- Revitalizace školní zahrady II (příjemce dotace)

## Program Leonardo da Vinci
Střední škola stavební v Třebíči je v současnosti příjemcem dotace v rámci programu Nízkoenergetické a pasivní domy – konstrukce budov z hlediska tepelné techniky. Součástí tohoto programu je škola v době od července 2010 do května 2012. Projekt Nízkoenergetické a pasivní domy – konstrukce budov z hlediska tepelné techniky je určen studentům 3. ročníků oborů Pozemní stavitelství a Technická zařízení budov. V rámci tohoto programu byly naplánovány celkem 4 stáže, z toho 2 do Itálie (říjen 2010, říjen 2011) a 2 do Španělska (duben 2011, duben 2012).

## Sport
V současnosti škola pro své studenty pořádá různé sportovní akce a turnaje. Taktéž studentům nabízí absolvování zimních lyžařských výcvikových kurzů.

## Školní časopis
Škola studentům taktéž umožňuje spolupráci na vydávání internetového školního časopisu Pornotherm.